# Jindřich Eckert
Jindřich Eckert (22. dubna 1833 Praha – 28. února 1905 Praha) byl český fotograf. V počátečním období se věnoval především portrétu a stěžejním tématem se pro něj poté stala místopisná fotografie.

## Život
Po absolvování Stavovského polytechnického institutu pracoval devět let jako celní úředník. Stejně jako jiní fotografové 19. století se fotografii věnoval zpočátku amatérsky, ovšem 15. července 1863 si otevřel v Praze na Újezdě portrétní ateliér pod názvem Heinrich Eckert. Mezi lety 1876 a 1886 spolupracoval s Juliem Müllerem (1831–1904).
Eckert se společensky angažoval. Po dobu třiceti let byl obecním starším. Působil v Komisi pro soupis památek Prahy od jejího vzniku v roce 1883 (1884) a jako její člen spoluvytvářel první systém památkové péče v Čechách. Jindřich Eckert pořídil v době svého členství v komisi (1894–1898) 40 nových snímků a zapůjčil 500 fotografií z předchozích dvaceti let své tvorby. Snímky se staly součástí sbírek Městského Muzea. (V rámci dokumentace Spolek výtvarných umělců Mánes inicioval pořízení akvarelových maleb vybraných partií města, především v asanačním pásmu. Malíř Václav Jansa namaloval 150 barevných akvarelů dokumentujících zaniklé části Prahy, které se rovněž staly součástí sbírek Městského Muzea.)

### Členství vorganizacích
Účastnil se také národního života a charitativních akcí. Za svou fotografickou činnost získal 44 medailí a dalších cen. Byl i držitelem několika čestných titulů. Oslava 25 let jeho ateliéru roku 1888 se stala společenskou událostí. Podílel se i na činnosti fotografických organizací a prvních fotografických časopisů.

### Úmrtí
Jindřich Eckert zemřel 28. února 1905 v Praze a byl pohřben v hrobce u jedné z hřbitovních bran na Olšanských hřbitovech. Hrob byl přibližně po 60 letech zrušen.

## Dílo
Z počátku se věnoval hlavně portrétu. Vedle klasické portrétní fotografie vytvářel také složité alegorické kompozice a živé obrazy.
Za nejvýznamnější část jeho tvorby je dnes ovšem považována místopisná fotografie a to především pro její obrovský dokumentační význam. Už roku 1871 vydal soubor světlotiskových fotografií Prahy. Po roce 1881 začal jako první v Čechách vytvářet fotografie zachycující umělecké a přírodní krásy dalších míst v Čechách. V letech 1882–1884 například vytvořil soubory fotografií ze Šumavy a Krkonoš. Po roce 1890 se také výrazně věnoval fotografování Prahy, a to především dokumentování míst určených k asanaci. Část těchto fotografií vyšla v knihách Praha královská (1898) a Pražské ghetto (1902).
Podílel se také na dokumentaci výrobků renomovaných firem, například Ringhoffera a Křižíka. Zajímavé jsou též jeho experimenty s rentgenogramy po r. 1896.

## Nástupci
Po jeho smrti vedla ateliér tři roky dcera Ludmila (provdaná Pávková) pod názvem Atelier Eckert. Roku 1908 jej převzali fotografové Antonín Cetl a Antonín Bohouš. Ti mj. těžili z bohatství Eckertových negativů a pořizovali z nich nové fotografie.
V ateliéru Jindřicha Eckerta se v roce 1889 vyučil fotografem Pavel Socháň. Do učení nastoupil 11. března 1889 na přímluvu Dr. Tomáše Černého a po pěti týdnech (15. dubna 1889) obdržel výuční list. Pracoval zde až do léta 1890 a v té době již úspěšně prodával své národopisné a krajinářské fotografie.

## Galerie

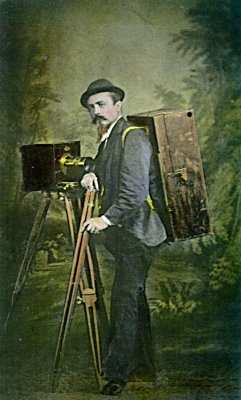
Jindřich Eckert s vybavením fotografa krajin (autoportrét), kolorovaná vizitka, kolem 1870
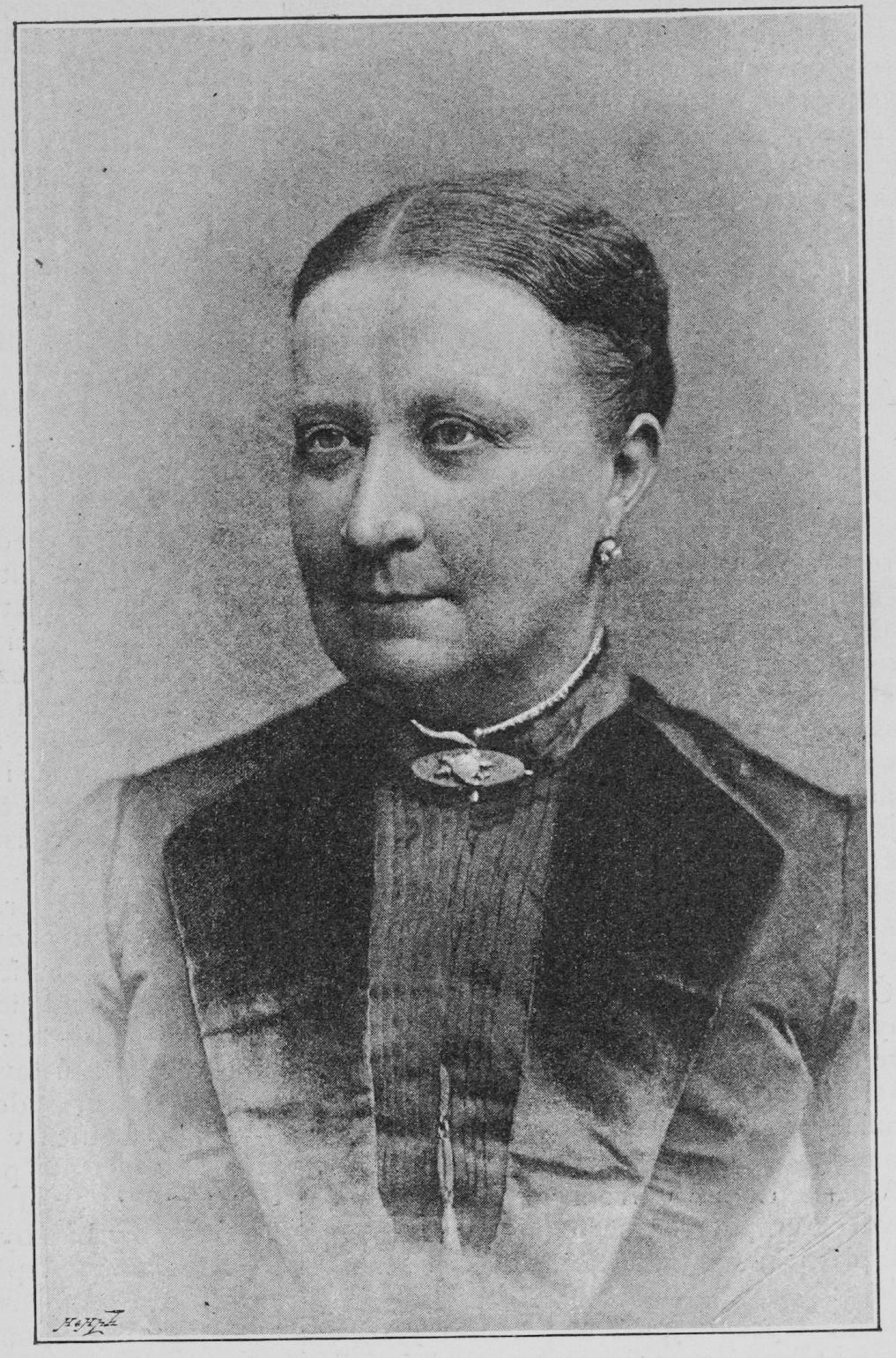
Louisa Olivová, 1890
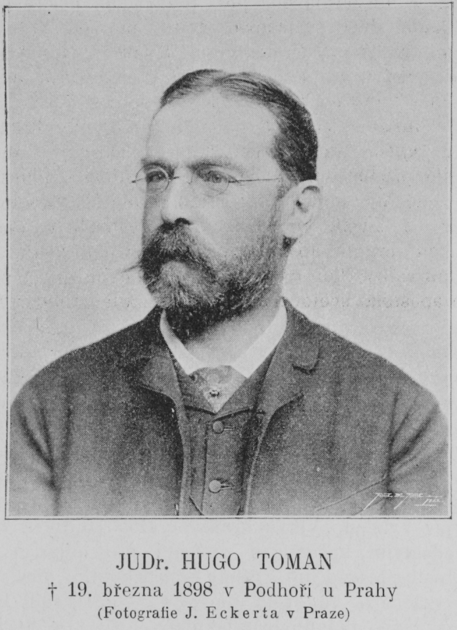
Josef Toman, 1898
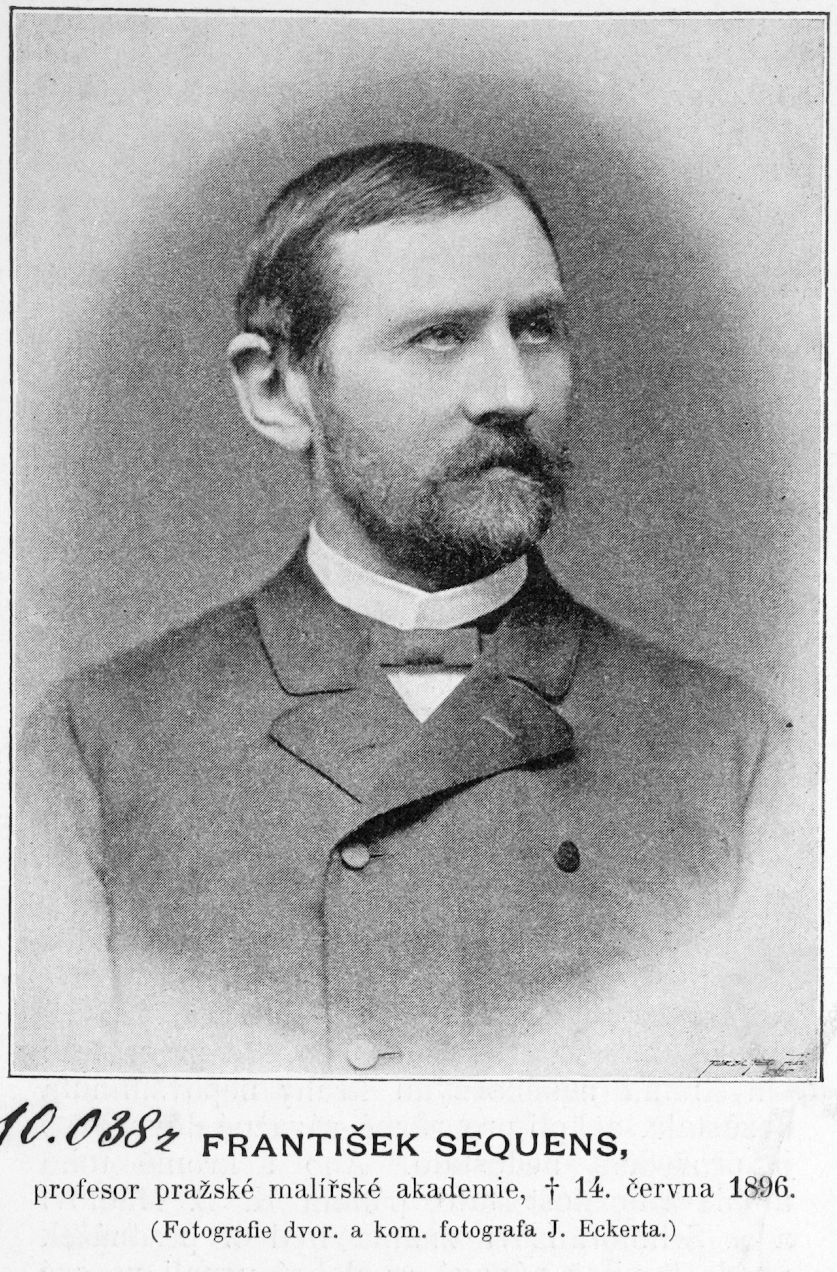
František Sequens, 1896
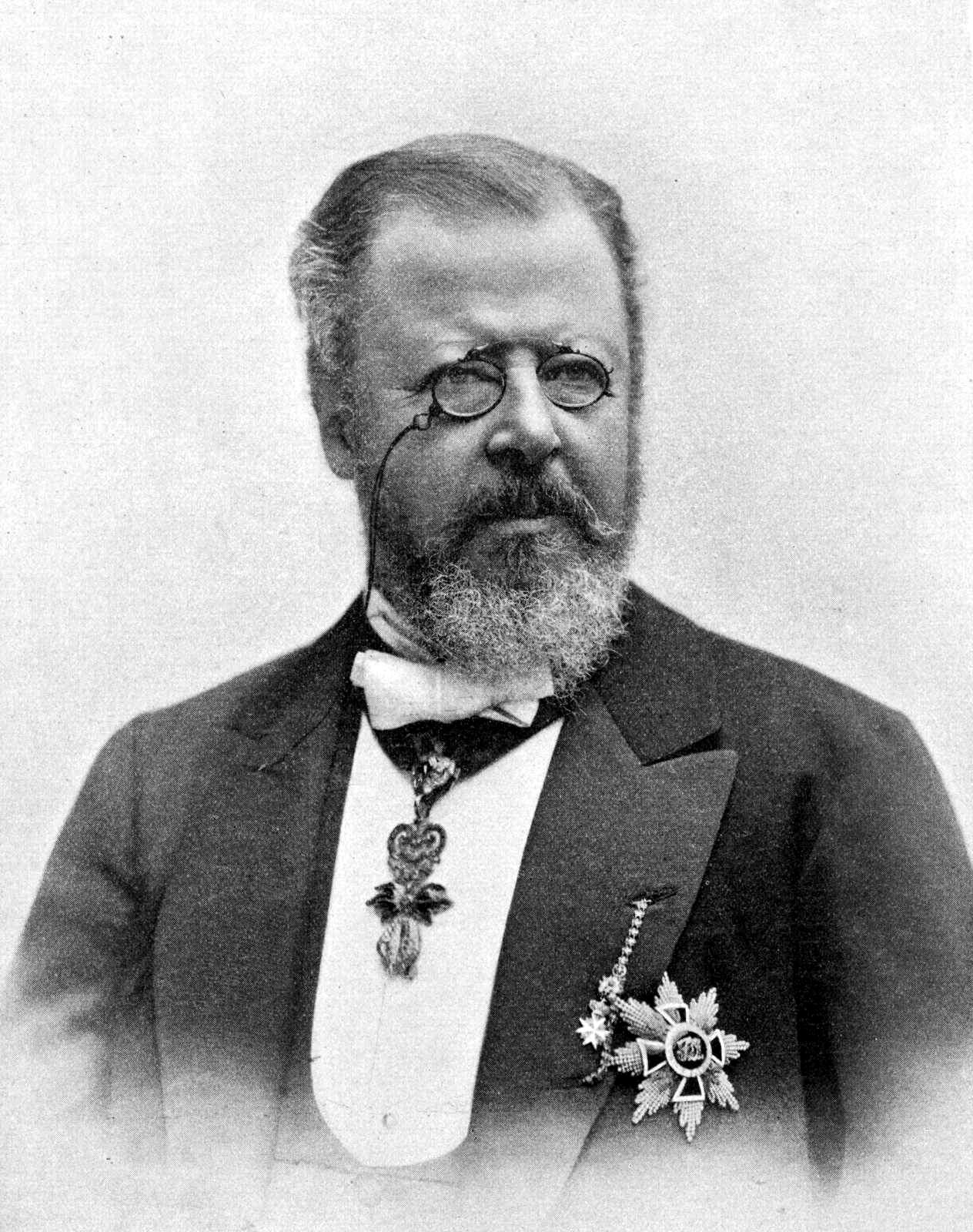
Jiří Kristián Lobkowicz, 1905
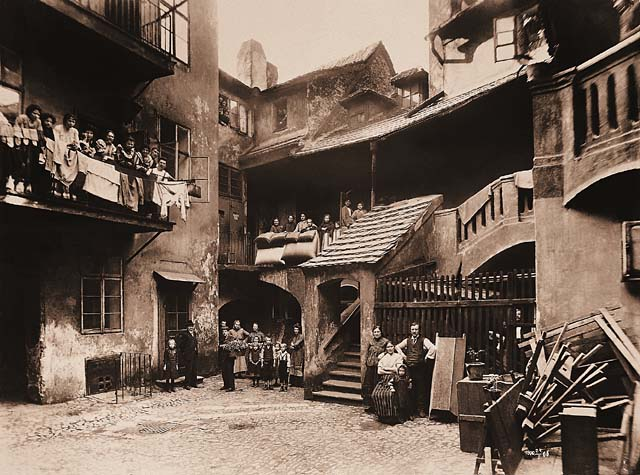
Josefov, před 1905
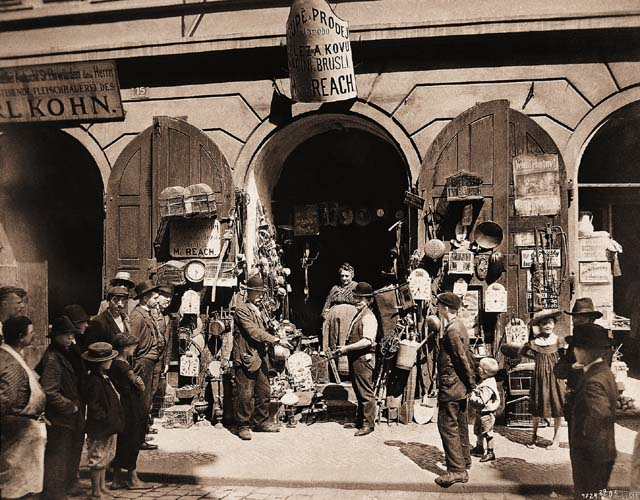
Vetešnický krámek v Josefově
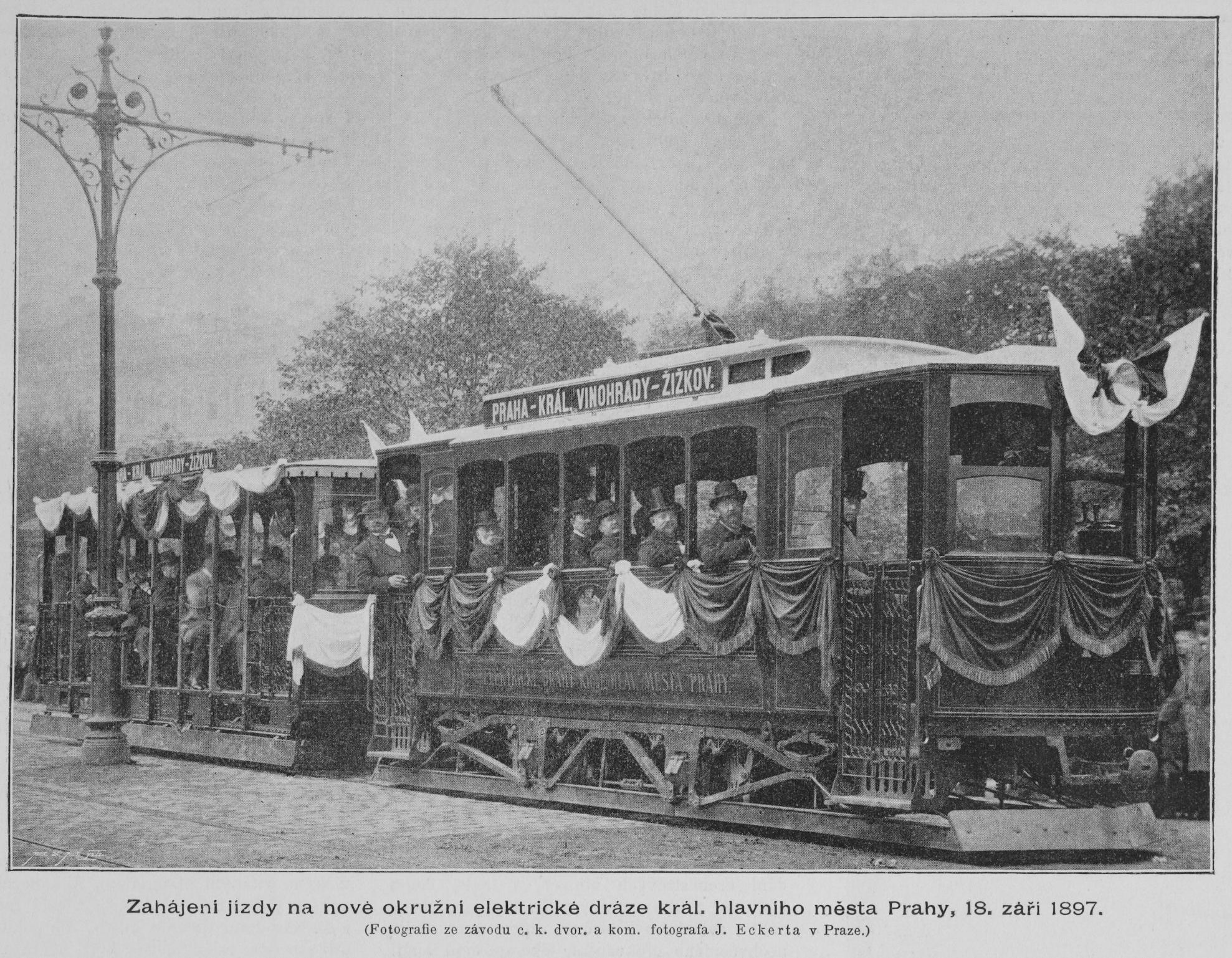
Městská elektrická dráha Královských Vinohrad, otevření 18. září 1897
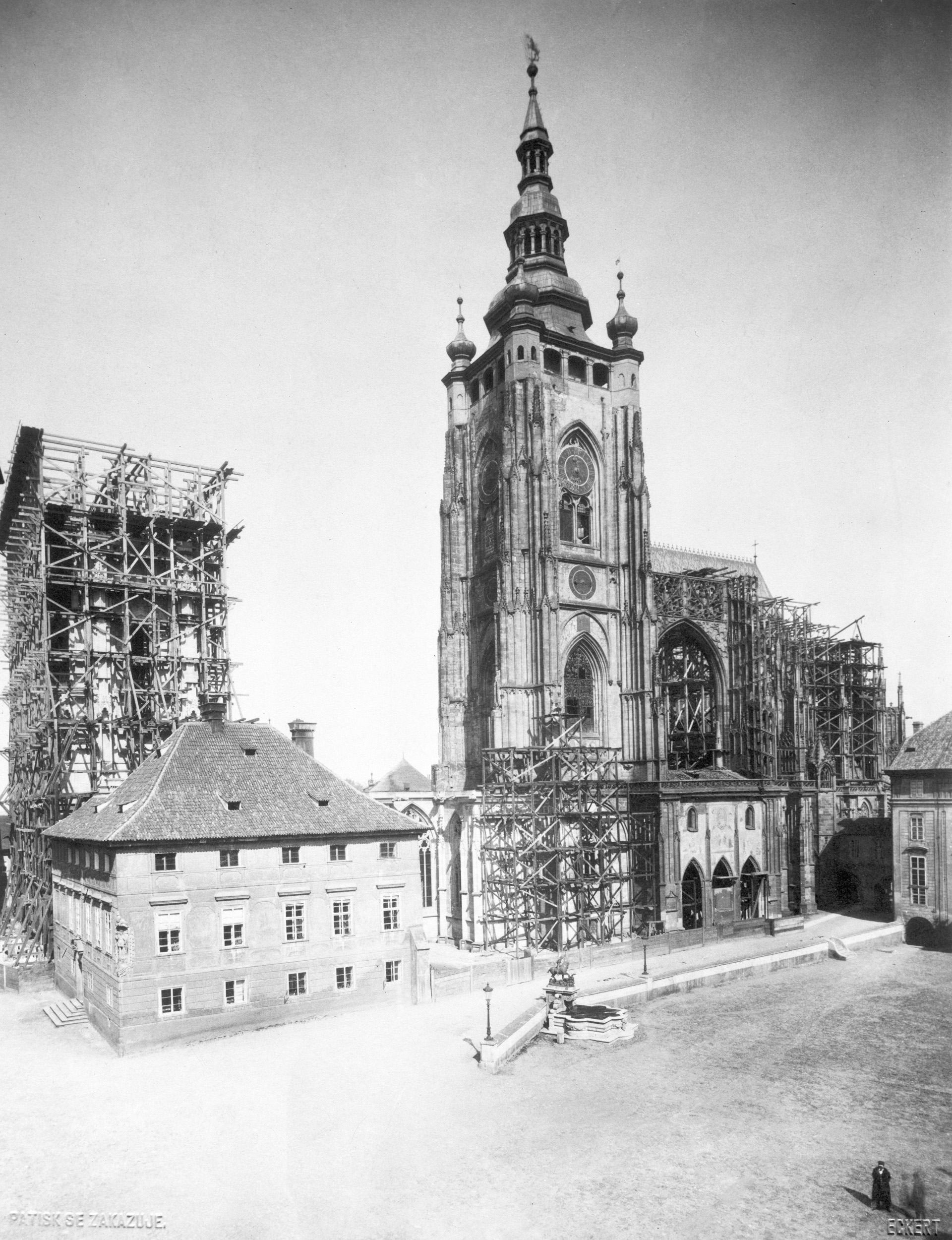
Praha - katedrála sv. Víta okolo roku 1887
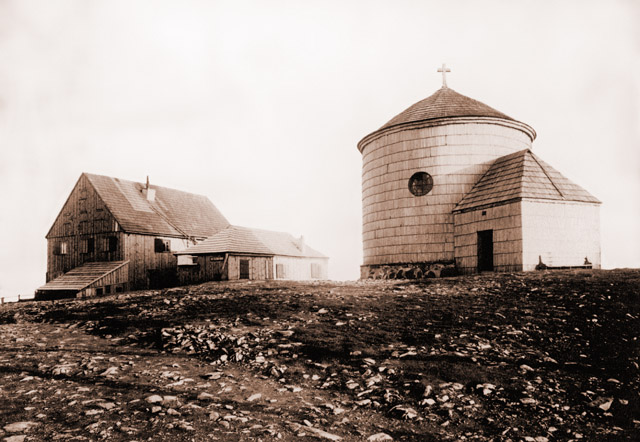
Vrchol Sněžky s kaplí svatého Vavřince
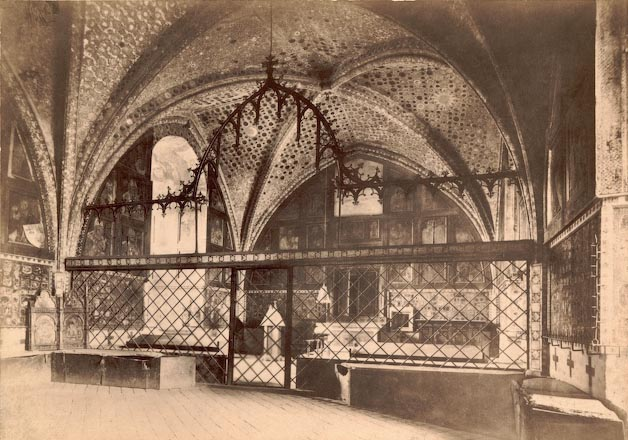
Karlštejn, kaple sv Kříže, 1878, Scheufler collection
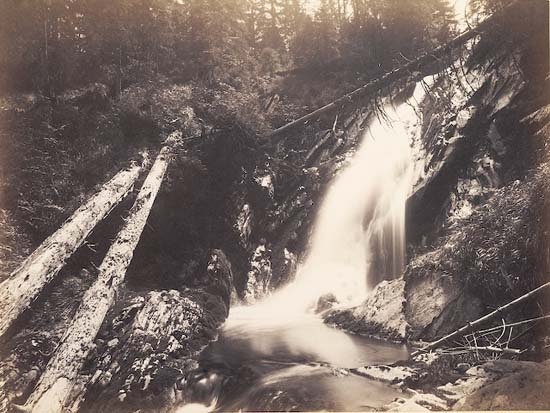
Bílá strž, 1880-1882, Scheufler collection
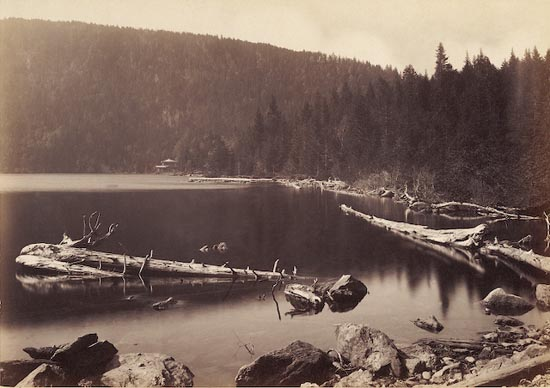
Černé jezero, 1880-1882, Scheufler collection

## Výstavy
- 2017 Ateliér H. Eckert : Výstava historických fotografií ze sbírky Archivu hl. města Prahy, kurátor: Miroslava Přikrylová, 31. říjen - 10. prosinec 2017, Clam-Gallasův palác, Husova 20, Praha 1[5]